# Caloplaca ammiospila
Caloplaca ammiospila (Wahlenb.) Oliv. (syn. Caloplaca cinnamomea (Th.Fr.) Oliv.) ist eine Flechtenart aus der Familie der Teloschistaceae.

## Merkmale

### Makroskopische Merkmale
Caloplaca ammiospila ist eine Krustenflechte, das heißt ihr Lager (Thallus) liegt eng auf der Unterlage auf. 
Der Thallus ist körnig, rissig und weißgrau. Die Apothecien haben einen Durchmesser von 1 bis 1,5 mm. Die Apothecienscheibe ist braun bis rostrot. Der Apothecienrand hat die gleiche Farbe wie der Thallus.

### Mikroskopische Merkmale
Die Sporen sind hyalin, polar-2-zellig, 8,8–16,7 × 5,2–7,9 µm, Das Septum ist 3,5–6 µm. Es befinden sich bis zu 8 Sporen in einem Ascus.

### Tüpfelreaktion
Der Thallus und die Apothecienscheibe verfärben sich beim Beträufeln mit Kalilauge rot (K+).

## Verbreitung
Die Art kommt auf altem Holz, Pflanzenresten und Erdmoosen in alpinen Lagen vor.